# Romandiet Rundt 2019
Romandiet Rundt 2019 var den 73. udgave af cykelløbet Romandiet Rundt. Det schweiziske etapeløb var det 21. arrangement på UCI's World Tour-kalender i 2019 og blev arrangeret mellem 30. april og 5. maj 2019. Den samlede vinder af løbet blev slovenske Primož Roglič fra Team Jumbo-Visma for andet år i træk.

## Hold og ryttere
| UCI WorldTeams (18)- AG2R La Mondiale - Astana - Bahrain-Merida - Bora-hansgrohe - CCC Team - Deceuninck-Quick Step - Dimension Data - EF Education First - Groupama-FDJ - Team Jumbo-Visma - Katusha-Alpecin - Lotto Soudal - Mitchelton-Scott - Movistar Team - Ineos - Team Sunweb - Trek-Segafredo - UAE Team Emirates UCI Professionelt kontinentalthold- Wanty-Groupe Gobert Landshold- Schweiz |
| |

### Danske ryttere
- Jonas Gregaard kørte for Astana Pro Team
- Jonas Vingegaard kørte for Team Jumbo-Visma
- Asbjørn Kragh Andersen kørte for Team Sunweb
- Rasmus Byriel Iversen kørte for Lotto-Soudal
- Niklas Eg kørte for Trek-Segafredo
- Mads Würtz Schmidt kørte for Team Katusha-Alpecin

## Etaperne
| Etape    | Dato     | Start – Mål                   | type              | Afstand (km) | Etapevinder   | Førende rytter |
| -------- | -------- | ----------------------------- | ----------------- | ------------ | ------------- | -------------- |
| Prolog   | 30. apr. | Neuchâtel – Neuchâtel         | prolog            | 3,87         | Jan Tratnik   | Jan Tratnik    |
| 1. etape | 1. maj   | Neuchâtel – La Chaux-de-Fonds | middel bjergetape | 168,4        | Primož Roglič | Primož Roglič  |
| 2. etape | 2. maj   | Le Locle – Morges             | middel bjergetape | 174,4        | Stefan Küng   | Primož Roglič  |
| 3. etape | 3. maj   | Romont – Romont               | bjergetape        | 160          | David Gaudu   | Primož Roglič  |
| 4. etape | 4. maj   | Lucens – Torgon               | bjergetape        | 107,6        | Primož Roglič | Primož Roglič  |
| 5. etape | 5. maj   | Genève – Genève               | enkeltstart       | 16,85        | Primož Roglič | Primož Roglič  |

### Prolog
| \| Etaperesultat \| Etaperesultat \| Etaperesultat \| Etaperesultat \| Etaperesultat \| \| Rytter \| Rytter \| Hold \| Tid \| \| \| ------------- \| --------------- \| ----------------- \| ------------- \| ------------- \| \| 1. \| Jan Tratnik \| Bahrain-Merida \| 5' 06" \| \| \| 2. \| Primož Roglič \| Team Jumbo-Visma \| + 1" \| \| \| 3. \| Tom Bohli \| UAE Team Emirates \| + 1" \| \| \| 4. \| Tony Martin \| Team Jumbo-Visma \| + 4" \| \| \| 5. \| Geraint Thomas \| Team Ineos \| + 4" \| \| \| 6. \| Alex Dowsett \| Katusha-Alpecin \| + 4" \| \| \| 7. \| Stefan Küng \| Groupama-FDJ \| + 5" \| \| \| 8. \| Carlos Betancur \| Movistar Team \| + 5" \| \| \| 9. \| Maciej Bodnar \| Bora-Hansgrohe \| + 5" \| \| \| 10. \| Rui Costa \| UAE Team Emirates \| + 5" \| \| |                 |                   |        |
| |                 |                   |        |
| Kilde: ProCyclingStats |                 |                   |        |
| Etaperesultat |                 |                   |        |
| Rytter | Rytter          | Hold              | Tid    |
| 1. | Jan Tratnik     | Bahrain-Merida    | 5' 06" |
| 2. | Primož Roglič   | Team Jumbo-Visma  | + 1"   |
| 3. | Tom Bohli       | UAE Team Emirates | + 1"   |
| 4. | Tony Martin     | Team Jumbo-Visma  | + 4"   |
| 5. | Geraint Thomas  | Team Ineos        | + 4"   |
| 6. | Alex Dowsett    | Katusha-Alpecin   | + 4"   |
| 7. | Stefan Küng     | Groupama-FDJ      | + 5"   |
| 8. | Carlos Betancur | Movistar Team     | + 5"   |
| 9. | Maciej Bodnar   | Bora-Hansgrohe    | + 5"   |
| 10. | Rui Costa       | UAE Team Emirates | + 5"   |

| \| Samlede stilling \| Samlede stilling \| Samlede stilling \| Samlede stilling \| Samlede stilling \| \| Rytter \| Rytter \| Hold \| Tid \| \| \| ---------------- \| ---------------- \| ----------------- \| ---------------- \| ---------------- \| \| 1. \| Jan Tratnik \| Bahrain-Merida \| 5' 06" \| \| \| 2. \| Primož Roglič \| Team Jumbo-Visma \| + 1" \| \| \| 3. \| Tom Bohli \| UAE Team Emirates \| + 1" \| \| \| 4. \| Tony Martin \| Team Jumbo-Visma \| + 4" \| \| \| 5. \| Geraint Thomas \| Team Ineos \| + 4" \| \| \| 6. \| Alex Dowsett \| Katusha-Alpecin \| + 4" \| \| \| 7. \| Stefan Küng \| Groupama-FDJ \| + 5" \| \| \| 8. \| Carlos Betancur \| Movistar Team \| + 5" \| \| \| 9. \| Maciej Bodnar \| Bora-Hansgrohe \| + 5" \| \| \| 10. \| Rui Costa \| UAE Team Emirates \| + 5" \| \| |                 |                   |        |
| |                 |                   |        |
| Kilde: ProCyclingStats |                 |                   |        |
| Samlede stilling |                 |                   |        |
| Rytter | Rytter          | Hold              | Tid    |
| 1. | Jan Tratnik     | Bahrain-Merida    | 5' 06" |
| 2. | Primož Roglič   | Team Jumbo-Visma  | + 1"   |
| 3. | Tom Bohli       | UAE Team Emirates | + 1"   |
| 4. | Tony Martin     | Team Jumbo-Visma  | + 4"   |
| 5. | Geraint Thomas  | Team Ineos        | + 4"   |
| 6. | Alex Dowsett    | Katusha-Alpecin   | + 4"   |
| 7. | Stefan Küng     | Groupama-FDJ      | + 5"   |
| 8. | Carlos Betancur | Movistar Team     | + 5"   |
| 9. | Maciej Bodnar   | Bora-Hansgrohe    | + 5"   |
| 10. | Rui Costa       | UAE Team Emirates | + 5"   |

### 1. etape
| \| Etaperesultat \| Etaperesultat \| Etaperesultat \| Etaperesultat \| Etaperesultat \| \| Rytter \| Rytter \| Hold \| Tid \| \| \| ------------- \| ------------------- \| ------------------ \| ------------- \| ------------- \| \| 1. \| Primož Roglič \| Team Jumbo-Visma \| 4t 15' 18" \| \| \| 2. \| David Gaudu \| Groupama-FDJ \| + 0" \| \| \| 3. \| Rui Costa \| UAE Team Emirates \| + 0" \| \| \| 4. \| Michael Woods \| EF Education First \| + 0" \| \| \| 5. \| Damien Howson \| Mitchelton-Scott \| + 0" \| \| \| 6. \| Carl Fredrik Hagen \| Lotto-Soudal \| + 0" \| \| \| 7. \| Eduardo Sepúlveda \| Movistar Team \| + 0" \| \| \| 8. \| Jan Hirt \| Astana \| + 0" \| \| \| 9. \| Felix Großschartner \| Bora-Hansgrohe \| + 0" \| \| \| 10. \| Guillaume Martin \| Wanty-Gobert \| + 0" \| \| |                     |                    |            |
| |                     |                    |            |
| Kilde: ProCyclingStats |                     |                    |            |
| Etaperesultat |                     |                    |            |
| Rytter | Rytter              | Hold               | Tid        |
| 1. | Primož Roglič       | Team Jumbo-Visma   | 4t 15' 18" |
| 2. | David Gaudu         | Groupama-FDJ       | + 0"       |
| 3. | Rui Costa           | UAE Team Emirates  | + 0"       |
| 4. | Michael Woods       | EF Education First | + 0"       |
| 5. | Damien Howson       | Mitchelton-Scott   | + 0"       |
| 6. | Carl Fredrik Hagen  | Lotto-Soudal       | + 0"       |
| 7. | Eduardo Sepúlveda   | Movistar Team      | + 0"       |
| 8. | Jan Hirt            | Astana             | + 0"       |
| 9. | Felix Großschartner | Bora-Hansgrohe     | + 0"       |
| 10. | Guillaume Martin    | Wanty-Gobert       | + 0"       |

| \| Samlede stilling \| Samlede stilling \| Samlede stilling \| Samlede stilling \| Samlede stilling \| \| Rytter \| Rytter \| Hold \| Tid \| \| \| ---------------- \| ------------------- \| --------------------- \| ---------------- \| ---------------- \| \| 1. \| Primož Roglič \| Team Jumbo-Visma \| 4t 20' 15" \| \| \| 2. \| Rui Costa \| UAE Team Emirates \| + 10" \| \| \| 3. \| David Gaudu \| Groupama-FDJ \| + 12" \| \| \| 4. \| Geraint Thomas \| Team Ineos \| + 13" \| \| \| 5. \| Carlos Betancur \| Movistar Team \| + 14" \| \| \| 6. \| Felix Großschartner \| Bora-Hansgrohe \| + 15" \| \| \| 7. \| Steven Kruijswijk \| Team Jumbo-Visma \| + 17" \| \| \| 8. \| James Knox \| Deceuninck-Quick Step \| + 18" \| \| \| 9. \| Damien Howson \| Mitchelton-Scott \| + 18" \| \| \| 10. \| Winner Anacona \| Movistar Team \| + 19" \| \| |                     |                       |            |
| |                     |                       |            |
| Kilde: ProCyclingStats |                     |                       |            |
| Samlede stilling |                     |                       |            |
| Rytter | Rytter              | Hold                  | Tid        |
| 1. | Primož Roglič       | Team Jumbo-Visma      | 4t 20' 15" |
| 2. | Rui Costa           | UAE Team Emirates     | + 10"      |
| 3. | David Gaudu         | Groupama-FDJ          | + 12"      |
| 4. | Geraint Thomas      | Team Ineos            | + 13"      |
| 5. | Carlos Betancur     | Movistar Team         | + 14"      |
| 6. | Felix Großschartner | Bora-Hansgrohe        | + 15"      |
| 7. | Steven Kruijswijk   | Team Jumbo-Visma      | + 17"      |
| 8. | James Knox          | Deceuninck-Quick Step | + 18"      |
| 9. | Damien Howson       | Mitchelton-Scott      | + 18"      |
| 10. | Winner Anacona      | Movistar Team         | + 19"      |

### 2. etape
| \| Etaperesultat \| Etaperesultat \| Etaperesultat \| Etaperesultat \| Etaperesultat \| \| Rytter \| Rytter \| Hold \| Tid \| \| \| ------------- \| -------------------- \| --------------------- \| ------------- \| ------------- \| \| 1. \| Stefan Küng \| Groupama-FDJ \| 4t 10' 59" \| \| \| 2. \| Sam Bennett \| Bora-Hansgrohe \| + 59" \| \| \| 3. \| Sonny Colbrelli \| Bahrain-Merida \| + 59" \| \| \| 4. \| Simone Consonni \| UAE Team Emirates \| + 59" \| \| \| 5. \| Elia Viviani \| Deceuninck-Quick Step \| + 59" \| \| \| 6. \| Patrick Bevin \| CCC Team \| + 59" \| \| \| 7. \| Michael Albasini \| Mitchelton-Scott \| + 59" \| \| \| 8. \| Vjatjeslav Kuznetsov \| Katusha-Alpecin \| + 59" \| \| \| 9. \| Giacomo Nizzolo \| Dimension Data \| + 59" \| \| \| 10. \| Andrea Pasqualon \| Wanty-Gobert \| + 59" \| \| |                      |                       |            |
| |                      |                       |            |
| Kilde: ProCyclingStats |                      |                       |            |
| Etaperesultat |                      |                       |            |
| Rytter | Rytter               | Hold                  | Tid        |
| 1. | Stefan Küng          | Groupama-FDJ          | 4t 10' 59" |
| 2. | Sam Bennett          | Bora-Hansgrohe        | + 59"      |
| 3. | Sonny Colbrelli      | Bahrain-Merida        | + 59"      |
| 4. | Simone Consonni      | UAE Team Emirates     | + 59"      |
| 5. | Elia Viviani         | Deceuninck-Quick Step | + 59"      |
| 6. | Patrick Bevin        | CCC Team              | + 59"      |
| 7. | Michael Albasini     | Mitchelton-Scott      | + 59"      |
| 8. | Vjatjeslav Kuznetsov | Katusha-Alpecin       | + 59"      |
| 9. | Giacomo Nizzolo      | Dimension Data        | + 59"      |
| 10. | Andrea Pasqualon     | Wanty-Gobert          | + 59"      |

| \| Samlede stilling \| Samlede stilling \| Samlede stilling \| Samlede stilling \| Samlede stilling \| \| Rytter \| Rytter \| Hold \| Tid \| \| \| ---------------- \| ------------------- \| --------------------- \| ---------------- \| ---------------- \| \| 1. \| Primož Roglič \| Team Jumbo-Visma \| 8t 32' 13" \| \| \| 2. \| Rui Costa \| UAE Team Emirates \| + 10" \| \| \| 3. \| David Gaudu \| Groupama-FDJ \| + 12" \| \| \| 4. \| Geraint Thomas \| Team Ineos \| + 13" \| \| \| 5. \| Carlos Betancur \| Movistar Team \| + 14" \| \| \| 6. \| Felix Großschartner \| Bora-Hansgrohe \| + 15" \| \| \| 7. \| Steven Kruijswijk \| Team Jumbo-Visma \| + 17" \| \| \| 8. \| James Knox \| Deceuninck-Quick Step \| + 18" \| \| \| 9. \| Damien Howson \| Mitchelton-Scott \| + 18" \| \| \| 10. \| Winner Anacona \| Movistar Team \| + 19" \| \| |                     |                       |            |
| |                     |                       |            |
| Kilde: ProCyclingStats |                     |                       |            |
| Samlede stilling |                     |                       |            |
| Rytter | Rytter              | Hold                  | Tid        |
| 1. | Primož Roglič       | Team Jumbo-Visma      | 8t 32' 13" |
| 2. | Rui Costa           | UAE Team Emirates     | + 10"      |
| 3. | David Gaudu         | Groupama-FDJ          | + 12"      |
| 4. | Geraint Thomas      | Team Ineos            | + 13"      |
| 5. | Carlos Betancur     | Movistar Team         | + 14"      |
| 6. | Felix Großschartner | Bora-Hansgrohe        | + 15"      |
| 7. | Steven Kruijswijk   | Team Jumbo-Visma      | + 17"      |
| 8. | James Knox          | Deceuninck-Quick Step | + 18"      |
| 9. | Damien Howson       | Mitchelton-Scott      | + 18"      |
| 10. | Winner Anacona      | Movistar Team         | + 19"      |

### 3. etape
| \| Etaperesultat \| Etaperesultat \| Etaperesultat \| Etaperesultat \| Etaperesultat \| \| Rytter \| Rytter \| Hold \| Tid \| \| \| ------------- \| ------------------- \| ------------------ \| ------------- \| ------------- \| \| 1. \| David Gaudu \| Groupama-FDJ \| 3t 50' 53" \| \| \| 2. \| Rui Costa \| UAE Team Emirates \| + 0" \| \| \| 3. \| Primož Roglič \| Team Jumbo-Visma \| + 0" \| \| \| 4. \| Michael Woods \| EF Education First \| + 0" \| \| \| 5. \| Felix Großschartner \| Bora-Hansgrohe \| + 0" \| \| \| 6. \| Guillaume Martin \| Wanty-Gobert \| + 3" \| \| \| 7. \| Emanuel Buchmann \| Bora-Hansgrohe \| + 3" \| \| \| 8. \| Davide Villella \| Astana \| + 3" \| \| \| 9. \| Carl Fredrik Hagen \| Lotto-Soudal \| + 3" \| \| \| 10. \| Damien Howson \| Mitchelton-Scott \| + 3" \| \| |                     |                    |            |
| |                     |                    |            |
| Kilde: ProCyclingStats |                     |                    |            |
| Etaperesultat |                     |                    |            |
| Rytter | Rytter              | Hold               | Tid        |
| 1. | David Gaudu         | Groupama-FDJ       | 3t 50' 53" |
| 2. | Rui Costa           | UAE Team Emirates  | + 0"       |
| 3. | Primož Roglič       | Team Jumbo-Visma   | + 0"       |
| 4. | Michael Woods       | EF Education First | + 0"       |
| 5. | Felix Großschartner | Bora-Hansgrohe     | + 0"       |
| 6. | Guillaume Martin    | Wanty-Gobert       | + 3"       |
| 7. | Emanuel Buchmann    | Bora-Hansgrohe     | + 3"       |
| 8. | Davide Villella     | Astana             | + 3"       |
| 9. | Carl Fredrik Hagen  | Lotto-Soudal       | + 3"       |
| 10. | Damien Howson       | Mitchelton-Scott   | + 3"       |

| \| Samlede stilling \| Samlede stilling \| Samlede stilling \| Samlede stilling \| Samlede stilling \| \| Rytter \| Rytter \| Hold \| Tid \| \| \| ---------------- \| ------------------- \| ------------------ \| ---------------- \| ---------------- \| \| 1. \| Primož Roglič \| Team Jumbo-Visma \| 12t 23' 02" \| \| \| 2. \| David Gaudu \| Groupama-FDJ \| + 6" \| \| \| 3. \| Rui Costa \| UAE Team Emirates \| + 8" \| \| \| 4. \| Felix Großschartner \| Bora-Hansgrohe \| + 19" \| \| \| 5. \| Geraint Thomas \| Team Ineos \| + 20" \| \| \| 6. \| Carlos Betancur \| Movistar Team \| + 21" \| \| \| 7. \| Damien Howson \| Mitchelton-Scott \| + 25" \| \| \| 8. \| Steven Kruijswijk \| Team Jumbo-Visma \| + 27" \| \| \| 9. \| Michael Woods \| EF Education First \| + 28" \| \| \| 10. \| Emanuel Buchmann \| Bora-Hansgrohe \| + 29" \| \| |                     |                    |             |
| |                     |                    |             |
| Kilde: ProCyclingStats |                     |                    |             |
| Samlede stilling |                     |                    |             |
| Rytter | Rytter              | Hold               | Tid         |
| 1. | Primož Roglič       | Team Jumbo-Visma   | 12t 23' 02" |
| 2. | David Gaudu         | Groupama-FDJ       | + 6"        |
| 3. | Rui Costa           | UAE Team Emirates  | + 8"        |
| 4. | Felix Großschartner | Bora-Hansgrohe     | + 19"       |
| 5. | Geraint Thomas      | Team Ineos         | + 20"       |
| 6. | Carlos Betancur     | Movistar Team      | + 21"       |
| 7. | Damien Howson       | Mitchelton-Scott   | + 25"       |
| 8. | Steven Kruijswijk   | Team Jumbo-Visma   | + 27"       |
| 9. | Michael Woods       | EF Education First | + 28"       |
| 10. | Emanuel Buchmann    | Bora-Hansgrohe     | + 29"       |

### 4. etape
| \| Etaperesultat \| Etaperesultat \| Etaperesultat \| Etaperesultat \| Etaperesultat \| \| Rytter \| Rytter \| Hold \| Tid \| \| \| ------------- \| ------------------- \| ------------------ \| ------------- \| ------------- \| \| 1. \| Primož Roglič \| Team Jumbo-Visma \| 2t 42' 21" \| \| \| 2. \| Rui Costa \| UAE Team Emirates \| + 0" \| \| \| 3. \| Geraint Thomas \| Team Ineos \| + 0" \| \| \| 4. \| Michael Woods \| EF Education First \| + 0" \| \| \| 5. \| David Gaudu \| Groupama-FDJ \| + 0" \| \| \| 6. \| Felix Großschartner \| Bora-Hansgrohe \| + 0" \| \| \| 7. \| Jan Hirt \| Astana \| + 0" \| \| \| 8. \| Emanuel Buchmann \| Bora-Hansgrohe \| + 0" \| \| \| 9. \| Steven Kruijswijk \| Team Jumbo-Visma \| + 0" \| \| \| 10. \| Ilnur Sakarin \| Katusha-Alpecin \| + 0" \| \| |                     |                    |            |
| |                     |                    |            |
| Kilde: ProCyclingStats |                     |                    |            |
| Etaperesultat |                     |                    |            |
| Rytter | Rytter              | Hold               | Tid        |
| 1. | Primož Roglič       | Team Jumbo-Visma   | 2t 42' 21" |
| 2. | Rui Costa           | UAE Team Emirates  | + 0"       |
| 3. | Geraint Thomas      | Team Ineos         | + 0"       |
| 4. | Michael Woods       | EF Education First | + 0"       |
| 5. | David Gaudu         | Groupama-FDJ       | + 0"       |
| 6. | Felix Großschartner | Bora-Hansgrohe     | + 0"       |
| 7. | Jan Hirt            | Astana             | + 0"       |
| 8. | Emanuel Buchmann    | Bora-Hansgrohe     | + 0"       |
| 9. | Steven Kruijswijk   | Team Jumbo-Visma   | + 0"       |
| 10. | Ilnur Sakarin       | Katusha-Alpecin    | + 0"       |

| \| Samlede stilling \| Samlede stilling \| Samlede stilling \| Samlede stilling \| Samlede stilling \| \| Rytter \| Rytter \| Hold \| Tid \| \| \| ---------------- \| ------------------- \| ------------------ \| ---------------- \| ---------------- \| \| 1. \| Primož Roglič \| Team Jumbo-Visma \| 15t 05' 13" \| \| \| 2. \| Rui Costa \| UAE Team Emirates \| + 12" \| \| \| 3. \| David Gaudu \| Groupama-FDJ \| + 16" \| \| \| 4. \| Geraint Thomas \| Team Ineos \| + 26" \| \| \| 5. \| Felix Großschartner \| Bora-Hansgrohe \| + 29" \| \| \| 6. \| Steven Kruijswijk \| Team Jumbo-Visma \| + 37" \| \| \| 7. \| Michael Woods \| EF Education First \| + 38" \| \| \| 8. \| Emanuel Buchmann \| Bora-Hansgrohe \| + 39" \| \| \| 9. \| Carlos Betancur \| Movistar Team \| + 57" \| \| \| 10. \| Simon Špilak \| Katusha-Alpecin \| + 1' 00" \| \| |                     |                    |             |
| |                     |                    |             |
| Kilde: ProCyclingStats |                     |                    |             |
| Samlede stilling |                     |                    |             |
| Rytter | Rytter              | Hold               | Tid         |
| 1. | Primož Roglič       | Team Jumbo-Visma   | 15t 05' 13" |
| 2. | Rui Costa           | UAE Team Emirates  | + 12"       |
| 3. | David Gaudu         | Groupama-FDJ       | + 16"       |
| 4. | Geraint Thomas      | Team Ineos         | + 26"       |
| 5. | Felix Großschartner | Bora-Hansgrohe     | + 29"       |
| 6. | Steven Kruijswijk   | Team Jumbo-Visma   | + 37"       |
| 7. | Michael Woods       | EF Education First | + 38"       |
| 8. | Emanuel Buchmann    | Bora-Hansgrohe     | + 39"       |
| 9. | Carlos Betancur     | Movistar Team      | + 57"       |
| 10. | Simon Špilak        | Katusha-Alpecin    | + 1' 00"    |

### 5. etape
| \| Etaperesultat \| Etaperesultat \| Etaperesultat \| Etaperesultat \| Etaperesultat \| \| Rytter \| Rytter \| Hold \| Tid \| \| \| ------------- \| ------------------- \| ----------------- \| ------------- \| ------------- \| \| 1. \| Primož Roglič \| Team Jumbo-Visma \| 19' 58" \| \| \| 2. \| Victor Campenaerts \| Lotto-Soudal \| + 13" \| \| \| 3. \| Filippo Ganna \| Team Ineos \| + 15" \| \| \| 4. \| Patrick Bevin \| CCC Team \| + 16" \| \| \| 5. \| Tony Martin \| Team Jumbo-Visma \| + 16" \| \| \| 6. \| Stefan Küng \| Groupama-FDJ \| + 22" \| \| \| 7. \| Rui Costa \| UAE Team Emirates \| + 37" \| \| \| 8. \| Will Barta \| CCC Team \| + 43" \| \| \| 9. \| Felix Großschartner \| Bora-Hansgrohe \| + 44" \| \| \| 10. \| Geraint Thomas \| Team Ineos \| + 46" \| \| |                     |                   |         |
| |                     |                   |         |
| Kilde: ProCyclingStats |                     |                   |         |
| Etaperesultat |                     |                   |         |
| Rytter | Rytter              | Hold              | Tid     |
| 1. | Primož Roglič       | Team Jumbo-Visma  | 19' 58" |
| 2. | Victor Campenaerts  | Lotto-Soudal      | + 13"   |
| 3. | Filippo Ganna       | Team Ineos        | + 15"   |
| 4. | Patrick Bevin       | CCC Team          | + 16"   |
| 5. | Tony Martin         | Team Jumbo-Visma  | + 16"   |
| 6. | Stefan Küng         | Groupama-FDJ      | + 22"   |
| 7. | Rui Costa           | UAE Team Emirates | + 37"   |
| 8. | Will Barta          | CCC Team          | + 43"   |
| 9. | Felix Großschartner | Bora-Hansgrohe    | + 44"   |
| 10. | Geraint Thomas      | Team Ineos        | + 46"   |

## Resultater
| \| Samlede stilling \| Samlede stilling \| Samlede stilling \| Samlede stilling \| Samlede stilling \| \| Rytter \| Rytter \| Hold \| Tid \| \| \| ---------------- \| ------------------- \| ------------------ \| ---------------- \| ---------------- \| \| 1. \| Primož Roglič \| Team Jumbo-Visma \| 15t 25' 11" \| \| \| 2. \| Rui Costa \| UAE Team Emirates \| + 49" \| \| \| 3. \| Geraint Thomas \| Team Ineos \| + 1' 12" \| \| \| 4. \| Felix Großschartner \| Bora-Hansgrohe \| + 1' 13" \| \| \| 5. \| David Gaudu \| Groupama-FDJ \| + 1' 17" \| \| \| 6. \| Steven Kruijswijk \| Team Jumbo-Visma \| + 1' 33" \| \| \| 7. \| Emanuel Buchmann \| Bora-Hansgrohe \| + 1' 35" \| \| \| 8. \| Ilnur Sakarin \| Katusha-Alpecin \| + 2' 00" \| \| \| 9. \| Simon Špilak \| Katusha-Alpecin \| + 2' 08" \| \| \| 10. \| Michael Woods \| EF Education First \| + 2' 18" \| \| |                     |                    |             |
| |                     |                    |             |
| Kilde: ProCyclingStats |                     |                    |             |
| Samlede stilling |                     |                    |             |
| Rytter | Rytter              | Hold               | Tid         |
| 1. | Primož Roglič       | Team Jumbo-Visma   | 15t 25' 11" |
| 2. | Rui Costa           | UAE Team Emirates  | + 49"       |
| 3. | Geraint Thomas      | Team Ineos         | + 1' 12"    |
| 4. | Felix Großschartner | Bora-Hansgrohe     | + 1' 13"    |
| 5. | David Gaudu         | Groupama-FDJ       | + 1' 17"    |
| 6. | Steven Kruijswijk   | Team Jumbo-Visma   | + 1' 33"    |
| 7. | Emanuel Buchmann    | Bora-Hansgrohe     | + 1' 35"    |
| 8. | Ilnur Sakarin       | Katusha-Alpecin    | + 2' 00"    |
| 9. | Simon Špilak        | Katusha-Alpecin    | + 2' 08"    |
| 10. | Michael Woods       | EF Education First | + 2' 18"    |

| Samlede stilling | Samlede stilling    | Samlede stilling   | Samlede stilling | Samlede stilling |
| Rytter           | Rytter              | Hold               | Tid              |                  |
| ---------------- | ------------------- | ------------------ | ---------------- | ---------------- |
| 1.               | Primož Roglič       | Team Jumbo-Visma   | 15t 25' 11"      |                  |
| 2.               | Rui Costa           | UAE Team Emirates  | + 49"            |                  |
| 3.               | Geraint Thomas      | Team Ineos         | + 1' 12"         |                  |
| 4.               | Felix Großschartner | Bora-Hansgrohe     | + 1' 13"         |                  |
| 5.               | David Gaudu         | Groupama-FDJ       | + 1' 17"         |                  |
| 6.               | Steven Kruijswijk   | Team Jumbo-Visma   | + 1' 33"         |                  |
| 7.               | Emanuel Buchmann    | Bora-Hansgrohe     | + 1' 35"         |                  |
| 8.               | Ilnur Sakarin       | Katusha-Alpecin    | + 2' 00"         |                  |
| 9.               | Simon Špilak        | Katusha-Alpecin    | + 2' 08"         |                  |
| 10.              | Michael Woods       | EF Education First | + 2' 18"         |                  |

| Pointkonkurrence | Pointkonkurrence    | Pointkonkurrence   | Pointkonkurrence | Pointkonkurrence |
| Rytter           | Rytter              | Hold               | Point            |                  |
| ---------------- | ------------------- | ------------------ | ---------------- | ---------------- |
| 1.               | Primož Roglič       | Team Jumbo-Visma   | 155 point        |                  |
| 2.               | Rui Costa           | UAE Team Emirates  | 105 point        |                  |
| 3.               | Stefan Küng         | Groupama-FDJ       | 103 point        |                  |
| 4.               | David Gaudu         | Groupama-FDJ       | 97 point         |                  |
| 5.               | Michael Woods       | EF Education First | 55 point         |                  |
| 6.               | Felix Großschartner | Bora-Hansgrohe     | 52 point         |                  |
| 7.               | Claudio Imhof       | Schweiz            | 50 point         |                  |
| 8.               | Geraint Thomas      | Team Ineos         | 49 point         |                  |
| 9.               | Emanuel Buchmann    | Bora-Hansgrohe     | 44 point         |                  |
| 10.              | Patrick Bevin       | CCC Team           | 39 point         |                  |

| Pointkonkurrence | Pointkonkurrence    | Pointkonkurrence   | Pointkonkurrence | Pointkonkurrence |
| Rytter           | Rytter              | Hold               | Point            |                  |
| ---------------- | ------------------- | ------------------ | ---------------- | ---------------- |
| 1.               | Primož Roglič       | Team Jumbo-Visma   | 155 point        |                  |
| 2.               | Rui Costa           | UAE Team Emirates  | 105 point        |                  |
| 3.               | Stefan Küng         | Groupama-FDJ       | 103 point        |                  |
| 4.               | David Gaudu         | Groupama-FDJ       | 97 point         |                  |
| 5.               | Michael Woods       | EF Education First | 55 point         |                  |
| 6.               | Felix Großschartner | Bora-Hansgrohe     | 52 point         |                  |
| 7.               | Claudio Imhof       | Schweiz            | 50 point         |                  |
| 8.               | Geraint Thomas      | Team Ineos         | 49 point         |                  |
| 9.               | Emanuel Buchmann    | Bora-Hansgrohe     | 44 point         |                  |
| 10.              | Patrick Bevin       | CCC Team           | 39 point         |                  |

| Bjergkonkurrence | Bjergkonkurrence  | Bjergkonkurrence   | Bjergkonkurrence | Bjergkonkurrence |
| Rytter           | Rytter            | Hold               | Point            |                  |
| ---------------- | ----------------- | ------------------ | ---------------- | ---------------- |
| 1.               | Simon Pellaud     | Schweiz            | 51 point         |                  |
| 2.               | Steven Kruijswijk | Team Jumbo-Visma   | 24 point         |                  |
| 3.               | Diego Rosa        | Team Ineos         | 22 point         |                  |
| 4.               | David Gaudu       | Groupama-FDJ       | 16 point         |                  |
| 5.               | Patrick Schelling | Schweiz            | 16 point         |                  |
| 6.               | Geraint Thomas    | Team Ineos         | 14 point         |                  |
| 7.               | Primož Roglič     | Team Jumbo-Visma   | 12 point         |                  |
| 8.               | Stefan Küng       | Groupama-FDJ       | 11 point         |                  |
| 9.               | Alexis Gougeard   | AG2R La Mondiale   | 11 point         |                  |
| 10.              | Hugh Carthy       | EF Education First | 10 point         |                  |

| Bjergkonkurrence | Bjergkonkurrence  | Bjergkonkurrence   | Bjergkonkurrence | Bjergkonkurrence |
| Rytter           | Rytter            | Hold               | Point            |                  |
| ---------------- | ----------------- | ------------------ | ---------------- | ---------------- |
| 1.               | Simon Pellaud     | Schweiz            | 51 point         |                  |
| 2.               | Steven Kruijswijk | Team Jumbo-Visma   | 24 point         |                  |
| 3.               | Diego Rosa        | Team Ineos         | 22 point         |                  |
| 4.               | David Gaudu       | Groupama-FDJ       | 16 point         |                  |
| 5.               | Patrick Schelling | Schweiz            | 16 point         |                  |
| 6.               | Geraint Thomas    | Team Ineos         | 14 point         |                  |
| 7.               | Primož Roglič     | Team Jumbo-Visma   | 12 point         |                  |
| 8.               | Stefan Küng       | Groupama-FDJ       | 11 point         |                  |
| 9.               | Alexis Gougeard   | AG2R La Mondiale   | 11 point         |                  |
| 10.              | Hugh Carthy       | EF Education First | 10 point         |                  |

| Ungdomskonkurrence | Ungdomskonkurrence | Ungdomskonkurrence    | Ungdomskonkurrence | Ungdomskonkurrence |
| Rytter             | Rytter             | Hold                  | Tid                |                    |
| ------------------ | ------------------ | --------------------- | ------------------ | ------------------ |
| 1.                 | David Gaudu        | Groupama-FDJ          | 15t 26' 28"        |                    |
| 2.                 | James Knox         | Deceuninck-Quick Step | + 1' 17"           |                    |
| 3.                 | Daniel Martínez    | EF Education First    | + 4' 07"           |                    |
| 4.                 | Niklas Eg          | Trek-Segafredo        | + 6' 08"           |                    |
| 5.                 | Jaime Castrillo    | Movistar Team         | + 13' 36"          |                    |
| 6.                 | Jonas Gregaard     | Astana                | + 15' 31"          |                    |
| 7.                 | Michael Storer     | Team Sunweb           | + 17' 50"          |                    |
| 8.                 | Florian Stork      | Team Sunweb           | + 26' 00"          |                    |
| 9.                 | Benjamin Thomas    | Groupama-FDJ          | + 27' 02"          |                    |
| 10.                | Jonas Vingegaard   | Team Jumbo-Visma      | + 27' 39"          |                    |

| Ungdomskonkurrence | Ungdomskonkurrence | Ungdomskonkurrence    | Ungdomskonkurrence | Ungdomskonkurrence |
| Rytter             | Rytter             | Hold                  | Tid                |                    |
| ------------------ | ------------------ | --------------------- | ------------------ | ------------------ |
| 1.                 | David Gaudu        | Groupama-FDJ          | 15t 26' 28"        |                    |
| 2.                 | James Knox         | Deceuninck-Quick Step | + 1' 17"           |                    |
| 3.                 | Daniel Martínez    | EF Education First    | + 4' 07"           |                    |
| 4.                 | Niklas Eg          | Trek-Segafredo        | + 6' 08"           |                    |
| 5.                 | Jaime Castrillo    | Movistar Team         | + 13' 36"          |                    |
| 6.                 | Jonas Gregaard     | Astana                | + 15' 31"          |                    |
| 7.                 | Michael Storer     | Team Sunweb           | + 17' 50"          |                    |
| 8.                 | Florian Stork      | Team Sunweb           | + 26' 00"          |                    |
| 9.                 | Benjamin Thomas    | Groupama-FDJ          | + 27' 02"          |                    |
| 10.                | Jonas Vingegaard   | Team Jumbo-Visma      | + 27' 39"          |                    |

### Holdkonkurrencen
| Holdkonkurrence | Holdkonkurrence    | Holdkonkurrence | Holdkonkurrence |
| Hold            | Hold               | Tid             |                 |
| --------------- | ------------------ | --------------- | --------------- |
| 1.              | EF Education First | 46t 23' 17"     |                 |
| 2.              | Movistar Team      | + 43"           |                 |
| 3.              | CCC Team           | + 4' 38"        |                 |
| 4.              | Groupama-FDJ       | + 6' 14"        |                 |
| 5.              | Team Jumbo-Visma   | + 6' 52"        |                 |
| 6.              | Astana             | + 8' 13"        |                 |
| 7.              | AG2R La Mondiale   | + 8' 57"        |                 |
| 8.              | Trek-Segafredo     | + 10' 12"       |                 |
| 9.              | Ineos              | + 11' 54"       |                 |
| 10.             | UAE Team Emirates  | + 12' 45"       |                 |

## Startliste
| Team Jumbo-Visma TJV | Team Jumbo-Visma TJV    | Team Jumbo-Visma TJV |
| -------------------- | ----------------------- | -------------------- |
| Nr.                  | Rytter                  | Placering            |
| 1                    | Steven Kruijswijk (NED) | 6.                   |
| 2                    | Lennard Hofstede (NED)  | 68.                  |
| 3                    | Tony Martin (GER)       | 80.                  |
| 4                    | Neilson Powless (USA)   | DNF-4                |
| 5                    | Primož Roglič (SLO)     | 1.                   |
| 6                    | Jos van Emden (NED)     | DNS-4                |
| 7                    | Jonas Vingegaard (DEN)  | 72.                  |

| Team Ineos INS | Team Ineos INS                     | Team Ineos INS |
| -------------- | ---------------------------------- | -------------- |
| Nr.            | Rytter                             | Placering      |
| 11             | Geraint Thomas (GBR) (enkeltstart) | 3.             |
| 12             | Kenny Elissonde (FRA)              | 58.            |
| 13             | Filippo Ganna (ITA)                | 84.            |
| 14             | Vasil Kiryjenka (BLR)              | 89.            |
| 15             | Diego Rosa (ITA)                   | 59.            |
| 16             | Ben Swift (GBR)                    | 60.            |
| 17             | Dylan van Baarle (NED)             | 32.            |

| Trek-Segafredo TFS | Trek-Segafredo TFS       | Trek-Segafredo TFS |
| ------------------ | ------------------------ | ------------------ |
| Nr.                | Rytter                   | Placering          |
| 21                 | Gianluca Brambilla (ITA) | 27.                |
| 22                 | Julien Bernard (FRA)     | 24.                |
| 23                 | William Clarke (AUS)     | 108.               |
| 24                 | Niklas Eg (DEN)          | 30.                |
| 25                 | Markel Irízar (ESP)      | 95.                |
| 26                 | Matteo Moschetti (ITA)   | 109.               |
| 27                 | Ryan Mullen (IRL)        | 107.               |

| AG2R La Mondiale ALM | AG2R La Mondiale ALM     | AG2R La Mondiale ALM |
| -------------------- | ------------------------ | -------------------- |
| Nr.                  | Rytter                   | Placering            |
| 31                   | Mathias Frank (SUI)      | 12.                  |
| 32                   | Clément Chevrier (FRA)   | 44.                  |
| 33                   | Nico Denz (GER)          | 79.                  |
| 34                   | Silvan Dillier (SUI)     | 85.                  |
| 35                   | Gediminas Bagdonas (LTU) | 101.                 |
| 36                   | Alexis Gougeard (FRA)    | 63.                  |
| 37                   | Nans Peters (FRA)        | 23.                  |

| Deceuninck-Quick Step DQT | Deceuninck-Quick Step DQT     | Deceuninck-Quick Step DQT |
| ------------------------- | ----------------------------- | ------------------------- |
| Nr.                       | Rytter                        | Placering                 |
| 41                        | Elia Viviani (ITA) (landevej) | DNS-3                     |
| 42                        | Eros Capecchi (ITA)           | DNS-4                     |
| 43                        | Remco Evenepoel (BEL)         | 76.                       |
| 44                        | James Knox (GBR)              | 14.                       |
| 45                        | Davide Martinelli (ITA)       | 110.                      |
| 46                        | Fabio Sabatini (ITA)          | DNS-4                     |
| 47                        | Florian Sénéchal (FRA)        | DNS-4                     |

| Groupama-FDJ GFC | Groupama-FDJ GFC                | Groupama-FDJ GFC |
| ---------------- | ------------------------------- | ---------------- |
| Nr.              | Rytter                          | Placering        |
| 51               | Stefan Küng (SUI) (enkeltstart) | 56.              |
| 52               | William Bonnet (FRA)            | 93.              |
| 53               | Kilian Frankiny (SUI)           | 42.              |
| 54               | David Gaudu (FRA)               | 5.               |
| 55               | Sébastien Reichenbach (SUI)     | 21.              |
| 56               | Benjamin Thomas (FRA)           | 70.              |
| 57               | Léo Vincent (FRA)               | DNS-3            |

| Astana AST | Astana AST                          | Astana AST |
| ---------- | ----------------------------------- | ---------- |
| Nr.        | Rytter                              | Placering  |
| 61         | Merhawi Kudus (ERI) (landevej)      | 26.        |
| 62         | Rodrigo Contreras (COL)             | DNS-3      |
| 63         | Daniil Fominykh (KAZ) (enkeltstart) | 102.       |
| 64         | Jonas Gregaard (DEN)                | 51.        |
| 65         | Jan Hirt (CZE)                      | DNS-4      |
| 66         | Nikita Stalnow (KAZ)                | 99.        |
| 67         | Davide Villella (ITA)               | DNS-4      |

| Bora-Hansgrohe BOH | Bora-Hansgrohe BOH        | Bora-Hansgrohe BOH |
| ------------------ | ------------------------- | ------------------ |
| Nr.                | Rytter                    | Placering          |
| 71                 | Emanuel Buchmann (GER)    | 7.                 |
| 72                 | Shane Archbold (NZL)      | 104.               |
| 73                 | Erik Baška (SVK)          | 111.               |
| 74                 | Sam Bennett (IRL)         | DNF-3              |
| 75                 | Maciej Bodnar (POL)       | 100.               |
| 76                 | Felix Großschartner (AUT) | 4.                 |
| 77                 | Christoph Pfingsten (GER) | 94.                |

| Team Sunweb SUN | Team Sunweb SUN              | Team Sunweb SUN |
| --------------- | ---------------------------- | --------------- |
| Nr.             | Rytter                       | Placering       |
| 81              | Nicolas Roche (IRL)          | 36.             |
| 82              | Johannes Fröhlinger (GER)    | 90.             |
| 83              | Chad Haga (USA)              | DNF-4           |
| 84              | Lennard Kämna (GER)          | 86.             |
| 85              | Asbjørn Kragh Andersen (DEN) | DNF-3           |
| 86              | Michael Storer (AUS)         | 55.             |
| 87              | Florian Stork (GER)          | 67.             |

| UAE Team Emirates UAD | UAE Team Emirates UAD       | UAE Team Emirates UAD |
| --------------------- | --------------------------- | --------------------- |
| Nr.                   | Rytter                      | Placering             |
| 91                    | Rui Costa (POR)             | 2.                    |
| 92                    | Tom Bohli (SUI)             | 98.                   |
| 93                    | Simone Consonni (ITA)       | 97.                   |
| 94                    | Manuele Mori (ITA)          | DNF-3                 |
| 95                    | Simone Petilli (ITA)        | 38.                   |
| 96                    | Edward Ravasi (ITA)         | 40.                   |
| 97                    | Aljaksandr Rabusjenka (BLR) | 106.                  |

| Mitchelton-Scott MTS | Mitchelton-Scott MTS   | Mitchelton-Scott MTS |
| -------------------- | ---------------------- | -------------------- |
| Nr.                  | Rytter                 | Placering            |
| 101                  | Damien Howson (AUS)    | 19.                  |
| 102                  | Michael Albasini (SUI) | 78.                  |
| 103                  | Sam Bewley (NZL)       | DNS                  |
| 104                  | Tsgabu Grmay (ETH)     | 46.                  |
| 105                  | Cameron Meyer (AUS)    | 57.                  |
| 106                  | Callum Scotson (AUS)   | 92.                  |
| 107                  | Dion Smith (NZL)       | DNS-2                |

| Bahrain-Merida TBM | Bahrain-Merida TBM              | Bahrain-Merida TBM |
| ------------------ | ------------------------------- | ------------------ |
| Nr.                | Rytter                          | Placering          |
| 111                | Sonny Colbrelli (ITA)           | 52.                |
| 112                | Chun Kai Feng (TPE)             | DNF-3              |
| 113                | Hermann Pernsteiner (AUT)       | 35.                |
| 114                | Luka Pibernik (SLO)             | 91.                |
| 115                | Jan Tratnik (SLO) (enkeltstart) | 88.                |
| 116                | Meiyin Wang (CHN)               | 105.               |
| 117                | Stephen Williams (GBR)          | DNS-3              |

| Movistar Team MOV | Movistar Team MOV       | Movistar Team MOV |
| ----------------- | ----------------------- | ----------------- |
| Nr.               | Rytter                  | Placering         |
| 121               | Andrey Amador (CRC)     | DNS-3             |
| 122               | Winner Anacona (COL)    | 20.               |
| 123               | Jorge Arcas (ESP)       | 71.               |
| 124               | Carlos Betancur (COL)   | 11.               |
| 125               | Jaime Castrillo (ESP)   | 49.               |
| 126               | Eduard Prades (ESP)     | 62.               |
| 127               | Eduardo Sepúlveda (ARG) | 13.               |

| EF Education First EF1 | EF Education First EF1 | EF Education First EF1 |
| ---------------------- | ---------------------- | ---------------------- |
| Nr.                    | Rytter                 | Placering              |
| 131                    | Nathan Brown (USA)     | DNS-3                  |
| 132                    | Jonathan Caicedo (ECU) | 48.                    |
| 133                    | Hugh Carthy (GBR)      | 28.                    |
| 134                    | Joe Dombrowski (USA)   | 33.                    |
| 135                    | Tanel Kangert (EST)    | 17.                    |
| 136                    | Daniel Martínez (COL)  | 25.                    |
| 137                    | Michael Woods (CAN)    | 10.                    |

| Lotto-Soudal LTS | Lotto-Soudal LTS                       | Lotto-Soudal LTS |
| ---------------- | -------------------------------------- | ---------------- |
| Nr.              | Rytter                                 | Placering        |
| 141              | Victor Campenaerts (BEL) (enkeltstart) | 83.              |
| 142              | Sander Armée (BEL)                     | 75.              |
| 143              | Adam Blythe (GBR)                      | DNF-2            |
| 144              | Thomas De Gendt (BEL)                  | 29.              |
| 145              | Carl Fredrik Hagen (NOR)               | 15.              |
| 146              | Rasmus Byriel Iversen (DEN)            | 112.             |
| 147              | Harm Vanhoucke (BEL)                   | 87.              |

| CCC Team CPT | CCC Team CPT                      | CCC Team CPT |
| ------------ | --------------------------------- | ------------ |
| Nr.          | Rytter                            | Placering    |
| 151          | Patrick Bevin (NZL)               | 37.          |
| 152          | Will Barta (USA)                  | 82.          |
| 153          | Jakub Mareczko (ITA)              | DNF-2        |
| 154          | Łukasz Owsian (POL)               | 50.          |
| 155          | Joey Rosskopf (USA) (enkeltstart) | 22.          |
| 156          | Francisco Ventoso (ESP)           | 74.          |
| 157          | Riccardo Zoidl (AUT)              | 16.          |

| Katusha-Alpecin TKA | Katusha-Alpecin TKA        | Katusha-Alpecin TKA |
| ------------------- | -------------------------- | ------------------- |
| Nr.                 | Rytter                     | Placering           |
| 161                 | Simon Špilak (SLO)         | 9.                  |
| 162                 | Alex Dowsett (GBR)         | DNF-2               |
| 163                 | Pavel Kotjetkov (RUS)      | 73.                 |
| 164                 | Vjatjeslav Kuznetsov (RUS) | 81.                 |
| 165                 | Mads Würtz Schmidt (DEN)   | DNS-2               |
| 166                 | Dmitrij Strakhov (RUS)     | 77.                 |
| 167                 | Ilnur Sakarin (RUS)        | 8.                  |

| Dimension Data TDD | Dimension Data TDD               | Dimension Data TDD |
| ------------------ | -------------------------------- | ------------------ |
| Nr.                | Rytter                           | Placering          |
| 171                | Giacomo Nizzolo (ITA)            | DNS-3              |
| 172                | Jacques Janse van Rensburg (RSA) | DNS-1              |
| 173                | Gino Mäder (SUI)                 | DNS-1              |
| 174                | Louis Meintjes (RSA)             | 34.                |
| 175                | Jay Robert Thomson (RSA)         | 103.               |
| 176                | Jacobus Venter (RSA)             | 96.                |
| 177                | Danilo Wyss (SUI)                | 43.                |

| Wanty-Gobert WGG | Wanty-Gobert WGG           | Wanty-Gobert WGG |
| ---------------- | -------------------------- | ---------------- |
| Nr.              | Rytter                     | Placering        |
| 181              | Guillaume Martin (FRA)     | 18.              |
| 182              | Frederik Backaert (BEL)    | 65.              |
| 183              | Aimé De Gendt (BEL)        | 64.              |
| 184              | Thomas Degand (BEL)        | 39.              |
| 185              | Odd Christian Eiking (NOR) | 66.              |
| 186              | Xandro Meurisse (BEL)      | 53.              |
| 187              | Andrea Pasqualon (ITA)     | 61.              |

| Schweiz SUI | Schweiz SUI       | Schweiz SUI |
| ----------- | ----------------- | ----------- |
| Nr.         | Rytter            | Placering   |
| 191         | Roland Thalmann   | 47.         |
| 192         | Matteo Badilatti  | 31.         |
| 193         | Mathias Flückiger | 45.         |
| 194         | Claudio Imhof     | 69.         |
| 195         | Patrick Müller    | DNF-4       |
| 196         | Simon Pellaud     | 41.         |
| 197         | Patrick Schelling | 54.         |

| Team Jumbo-Visma TJV | Team Jumbo-Visma TJV    | Team Jumbo-Visma TJV |
| -------------------- | ----------------------- | -------------------- |
| Nr.                  | Rytter                  | Placering            |
| 1                    | Steven Kruijswijk (NED) | 6.                   |
| 2                    | Lennard Hofstede (NED)  | 68.                  |
| 3                    | Tony Martin (GER)       | 80.                  |
| 4                    | Neilson Powless (USA)   | DNF-4                |
| 5                    | Primož Roglič (SLO)     | 1.                   |
| 6                    | Jos van Emden (NED)     | DNS-4                |
| 7                    | Jonas Vingegaard (DEN)  | 72.                  |

| Team Ineos INS | Team Ineos INS                     | Team Ineos INS |
| -------------- | ---------------------------------- | -------------- |
| Nr.            | Rytter                             | Placering      |
| 11             | Geraint Thomas (GBR) (enkeltstart) | 3.             |
| 12             | Kenny Elissonde (FRA)              | 58.            |
| 13             | Filippo Ganna (ITA)                | 84.            |
| 14             | Vasil Kiryjenka (BLR)              | 89.            |
| 15             | Diego Rosa (ITA)                   | 59.            |
| 16             | Ben Swift (GBR)                    | 60.            |
| 17             | Dylan van Baarle (NED)             | 32.            |

| Trek-Segafredo TFS | Trek-Segafredo TFS       | Trek-Segafredo TFS |
| ------------------ | ------------------------ | ------------------ |
| Nr.                | Rytter                   | Placering          |
| 21                 | Gianluca Brambilla (ITA) | 27.                |
| 22                 | Julien Bernard (FRA)     | 24.                |
| 23                 | William Clarke (AUS)     | 108.               |
| 24                 | Niklas Eg (DEN)          | 30.                |
| 25                 | Markel Irízar (ESP)      | 95.                |
| 26                 | Matteo Moschetti (ITA)   | 109.               |
| 27                 | Ryan Mullen (IRL)        | 107.               |

| AG2R La Mondiale ALM | AG2R La Mondiale ALM     | AG2R La Mondiale ALM |
| -------------------- | ------------------------ | -------------------- |
| Nr.                  | Rytter                   | Placering            |
| 31                   | Mathias Frank (SUI)      | 12.                  |
| 32                   | Clément Chevrier (FRA)   | 44.                  |
| 33                   | Nico Denz (GER)          | 79.                  |
| 34                   | Silvan Dillier (SUI)     | 85.                  |
| 35                   | Gediminas Bagdonas (LTU) | 101.                 |
| 36                   | Alexis Gougeard (FRA)    | 63.                  |
| 37                   | Nans Peters (FRA)        | 23.                  |

| Deceuninck-Quick Step DQT | Deceuninck-Quick Step DQT     | Deceuninck-Quick Step DQT |
| ------------------------- | ----------------------------- | ------------------------- |
| Nr.                       | Rytter                        | Placering                 |
| 41                        | Elia Viviani (ITA) (landevej) | DNS-3                     |
| 42                        | Eros Capecchi (ITA)           | DNS-4                     |
| 43                        | Remco Evenepoel (BEL)         | 76.                       |
| 44                        | James Knox (GBR)              | 14.                       |
| 45                        | Davide Martinelli (ITA)       | 110.                      |
| 46                        | Fabio Sabatini (ITA)          | DNS-4                     |
| 47                        | Florian Sénéchal (FRA)        | DNS-4                     |

| Groupama-FDJ GFC | Groupama-FDJ GFC                | Groupama-FDJ GFC |
| ---------------- | ------------------------------- | ---------------- |
| Nr.              | Rytter                          | Placering        |
| 51               | Stefan Küng (SUI) (enkeltstart) | 56.              |
| 52               | William Bonnet (FRA)            | 93.              |
| 53               | Kilian Frankiny (SUI)           | 42.              |
| 54               | David Gaudu (FRA)               | 5.               |
| 55               | Sébastien Reichenbach (SUI)     | 21.              |
| 56               | Benjamin Thomas (FRA)           | 70.              |
| 57               | Léo Vincent (FRA)               | DNS-3            |

| Astana AST | Astana AST                          | Astana AST |
| ---------- | ----------------------------------- | ---------- |
| Nr.        | Rytter                              | Placering  |
| 61         | Merhawi Kudus (ERI) (landevej)      | 26.        |
| 62         | Rodrigo Contreras (COL)             | DNS-3      |
| 63         | Daniil Fominykh (KAZ) (enkeltstart) | 102.       |
| 64         | Jonas Gregaard (DEN)                | 51.        |
| 65         | Jan Hirt (CZE)                      | DNS-4      |
| 66         | Nikita Stalnow (KAZ)                | 99.        |
| 67         | Davide Villella (ITA)               | DNS-4      |

| Bora-Hansgrohe BOH | Bora-Hansgrohe BOH        | Bora-Hansgrohe BOH |
| ------------------ | ------------------------- | ------------------ |
| Nr.                | Rytter                    | Placering          |
| 71                 | Emanuel Buchmann (GER)    | 7.                 |
| 72                 | Shane Archbold (NZL)      | 104.               |
| 73                 | Erik Baška (SVK)          | 111.               |
| 74                 | Sam Bennett (IRL)         | DNF-3              |
| 75                 | Maciej Bodnar (POL)       | 100.               |
| 76                 | Felix Großschartner (AUT) | 4.                 |
| 77                 | Christoph Pfingsten (GER) | 94.                |

| Team Sunweb SUN | Team Sunweb SUN              | Team Sunweb SUN |
| --------------- | ---------------------------- | --------------- |
| Nr.             | Rytter                       | Placering       |
| 81              | Nicolas Roche (IRL)          | 36.             |
| 82              | Johannes Fröhlinger (GER)    | 90.             |
| 83              | Chad Haga (USA)              | DNF-4           |
| 84              | Lennard Kämna (GER)          | 86.             |
| 85              | Asbjørn Kragh Andersen (DEN) | DNF-3           |
| 86              | Michael Storer (AUS)         | 55.             |
| 87              | Florian Stork (GER)          | 67.             |

| UAE Team Emirates UAD | UAE Team Emirates UAD       | UAE Team Emirates UAD |
| --------------------- | --------------------------- | --------------------- |
| Nr.                   | Rytter                      | Placering             |
| 91                    | Rui Costa (POR)             | 2.                    |
| 92                    | Tom Bohli (SUI)             | 98.                   |
| 93                    | Simone Consonni (ITA)       | 97.                   |
| 94                    | Manuele Mori (ITA)          | DNF-3                 |
| 95                    | Simone Petilli (ITA)        | 38.                   |
| 96                    | Edward Ravasi (ITA)         | 40.                   |
| 97                    | Aljaksandr Rabusjenka (BLR) | 106.                  |

| Mitchelton-Scott MTS | Mitchelton-Scott MTS   | Mitchelton-Scott MTS |
| -------------------- | ---------------------- | -------------------- |
| Nr.                  | Rytter                 | Placering            |
| 101                  | Damien Howson (AUS)    | 19.                  |
| 102                  | Michael Albasini (SUI) | 78.                  |
| 103                  | Sam Bewley (NZL)       | DNS                  |
| 104                  | Tsgabu Grmay (ETH)     | 46.                  |
| 105                  | Cameron Meyer (AUS)    | 57.                  |
| 106                  | Callum Scotson (AUS)   | 92.                  |
| 107                  | Dion Smith (NZL)       | DNS-2                |

| Bahrain-Merida TBM | Bahrain-Merida TBM              | Bahrain-Merida TBM |
| ------------------ | ------------------------------- | ------------------ |
| Nr.                | Rytter                          | Placering          |
| 111                | Sonny Colbrelli (ITA)           | 52.                |
| 112                | Chun Kai Feng (TPE)             | DNF-3              |
| 113                | Hermann Pernsteiner (AUT)       | 35.                |
| 114                | Luka Pibernik (SLO)             | 91.                |
| 115                | Jan Tratnik (SLO) (enkeltstart) | 88.                |
| 116                | Meiyin Wang (CHN)               | 105.               |
| 117                | Stephen Williams (GBR)          | DNS-3              |

| Movistar Team MOV | Movistar Team MOV       | Movistar Team MOV |
| ----------------- | ----------------------- | ----------------- |
| Nr.               | Rytter                  | Placering         |
| 121               | Andrey Amador (CRC)     | DNS-3             |
| 122               | Winner Anacona (COL)    | 20.               |
| 123               | Jorge Arcas (ESP)       | 71.               |
| 124               | Carlos Betancur (COL)   | 11.               |
| 125               | Jaime Castrillo (ESP)   | 49.               |
| 126               | Eduard Prades (ESP)     | 62.               |
| 127               | Eduardo Sepúlveda (ARG) | 13.               |

| EF Education First EF1 | EF Education First EF1 | EF Education First EF1 |
| ---------------------- | ---------------------- | ---------------------- |
| Nr.                    | Rytter                 | Placering              |
| 131                    | Nathan Brown (USA)     | DNS-3                  |
| 132                    | Jonathan Caicedo (ECU) | 48.                    |
| 133                    | Hugh Carthy (GBR)      | 28.                    |
| 134                    | Joe Dombrowski (USA)   | 33.                    |
| 135                    | Tanel Kangert (EST)    | 17.                    |
| 136                    | Daniel Martínez (COL)  | 25.                    |
| 137                    | Michael Woods (CAN)    | 10.                    |

| Lotto-Soudal LTS | Lotto-Soudal LTS                       | Lotto-Soudal LTS |
| ---------------- | -------------------------------------- | ---------------- |
| Nr.              | Rytter                                 | Placering        |
| 141              | Victor Campenaerts (BEL) (enkeltstart) | 83.              |
| 142              | Sander Armée (BEL)                     | 75.              |
| 143              | Adam Blythe (GBR)                      | DNF-2            |
| 144              | Thomas De Gendt (BEL)                  | 29.              |
| 145              | Carl Fredrik Hagen (NOR)               | 15.              |
| 146              | Rasmus Byriel Iversen (DEN)            | 112.             |
| 147              | Harm Vanhoucke (BEL)                   | 87.              |

| CCC Team CPT | CCC Team CPT                      | CCC Team CPT |
| ------------ | --------------------------------- | ------------ |
| Nr.          | Rytter                            | Placering    |
| 151          | Patrick Bevin (NZL)               | 37.          |
| 152          | Will Barta (USA)                  | 82.          |
| 153          | Jakub Mareczko (ITA)              | DNF-2        |
| 154          | Łukasz Owsian (POL)               | 50.          |
| 155          | Joey Rosskopf (USA) (enkeltstart) | 22.          |
| 156          | Francisco Ventoso (ESP)           | 74.          |
| 157          | Riccardo Zoidl (AUT)              | 16.          |

| Katusha-Alpecin TKA | Katusha-Alpecin TKA        | Katusha-Alpecin TKA |
| ------------------- | -------------------------- | ------------------- |
| Nr.                 | Rytter                     | Placering           |
| 161                 | Simon Špilak (SLO)         | 9.                  |
| 162                 | Alex Dowsett (GBR)         | DNF-2               |
| 163                 | Pavel Kotjetkov (RUS)      | 73.                 |
| 164                 | Vjatjeslav Kuznetsov (RUS) | 81.                 |
| 165                 | Mads Würtz Schmidt (DEN)   | DNS-2               |
| 166                 | Dmitrij Strakhov (RUS)     | 77.                 |
| 167                 | Ilnur Sakarin (RUS)        | 8.                  |

| Dimension Data TDD | Dimension Data TDD               | Dimension Data TDD |
| ------------------ | -------------------------------- | ------------------ |
| Nr.                | Rytter                           | Placering          |
| 171                | Giacomo Nizzolo (ITA)            | DNS-3              |
| 172                | Jacques Janse van Rensburg (RSA) | DNS-1              |
| 173                | Gino Mäder (SUI)                 | DNS-1              |
| 174                | Louis Meintjes (RSA)             | 34.                |
| 175                | Jay Robert Thomson (RSA)         | 103.               |
| 176                | Jacobus Venter (RSA)             | 96.                |
| 177                | Danilo Wyss (SUI)                | 43.                |

| Wanty-Gobert WGG | Wanty-Gobert WGG           | Wanty-Gobert WGG |
| ---------------- | -------------------------- | ---------------- |
| Nr.              | Rytter                     | Placering        |
| 181              | Guillaume Martin (FRA)     | 18.              |
| 182              | Frederik Backaert (BEL)    | 65.              |
| 183              | Aimé De Gendt (BEL)        | 64.              |
| 184              | Thomas Degand (BEL)        | 39.              |
| 185              | Odd Christian Eiking (NOR) | 66.              |
| 186              | Xandro Meurisse (BEL)      | 53.              |
| 187              | Andrea Pasqualon (ITA)     | 61.              |

| Schweiz SUI | Schweiz SUI       | Schweiz SUI |
| ----------- | ----------------- | ----------- |
| Nr.         | Rytter            | Placering   |
| 191         | Roland Thalmann   | 47.         |
| 192         | Matteo Badilatti  | 31.         |
| 193         | Mathias Flückiger | 45.         |
| 194         | Claudio Imhof     | 69.         |
| 195         | Patrick Müller    | DNF-4       |
| 196         | Simon Pellaud     | 41.         |
| 197         | Patrick Schelling | 54.         |